# Sitticus mazorcanus
Sitticus mazorcanus là một loài nhện trong họ Salticidae.
Loài này thuộc chi Sitticus. Sitticus mazorcanus được Ralph Vary Chamberlin miêu tả năm 1920.